# 源道寺駅
源道寺駅（げんどうじえき）は、静岡県富士宮市源道寺町にある、東海旅客鉄道（JR東海）身延線の駅である。駅番号はCC05。

## 概要
源道寺駅は富士宮市旧富士宮地区に位置し、1日当たり約700人の乗車客がある無人駅である。普通列車のみの停車駅であり、身延線で運行される特急「ふじかわ」は通過する。
JR東海によって運営されているが、1930年（昭和5年）の開設当初は私鉄富士身延鉄道が運営していた。その後同鉄道国有化を経て、1987年（昭和62年）の国鉄分割民営化に伴いJR東海に移管された。

## 歴史
- 1930年（昭和5年）12月25日：富士身延鉄道の源道寺停留場として開業[1]。旅客営業を開始[1]。
- 1938年（昭和13年）10月1日：富士身延鉄道を鉄道省が借り上げ、鉄道省身延線となる[2]。同時に源道寺駅に昇格[1]。
- 1941年（昭和16年）5月1日：富士身延鉄道が正式に国有化[2]。
- 1971年（昭和46年）3月1日：荷物扱い廃止[1]。
- 1983年（昭和58年）4月10日：無人化[3]。
- 1987年（昭和62年）4月1日：国鉄分割民営化に伴い、東海旅客鉄道（JR東海）の駅となる[1]。
- 1999年（平成11年）3月：駅舎を撤去し、待合所を新設。
- 2010年（平成22年）3月13日：ICカード「TOICA」の利用が可能となる[4]。

## 駅構造
富士宮駅が管理する無人駅で、相対式ホーム2面2線を有する地上駅。線路・ホームはほぼ東西に通っており、南側のホームは下り列車が使用する1番線、北側のホームは上り列車が使用する2番線である。ホームの中ほどで線路の下を弓沢川が流れており、その部分のホームは鉄橋上に設けられている。
ホームは、西側にある源道寺踏切と東側にある塚田踏切の2つの踏切に挟まれ、駅の出入口はこれらの踏切がある道路に面して開設されている。無人駅で駅舎はないため、各ホームから直接外部に出ることが出来る。また、跨線橋は設置されておらず、2つのホームを行き来する場合は駅外部の踏切を使う。
開業当初は、木造平屋の小さな駅舎が1番線ホーム富士宮寄りに設置されていた。1983年（昭和58年）に無人化された後1999年（平成11年）にこの駅舎は撤去され、その跡地に簡単な待合所が新設された。自動券売機等の設置は無く、当駅で乗車券を購入することは出来ない。

### のりば
| 番線 | 路線      | 方向 | 行先           |
| ---- | --------- | ---- | -------------- |
| 1    | CC 身延線 | 下り | 身延・甲府方面 |
| 2    | CC 身延線 | 上り | 富士方面       |

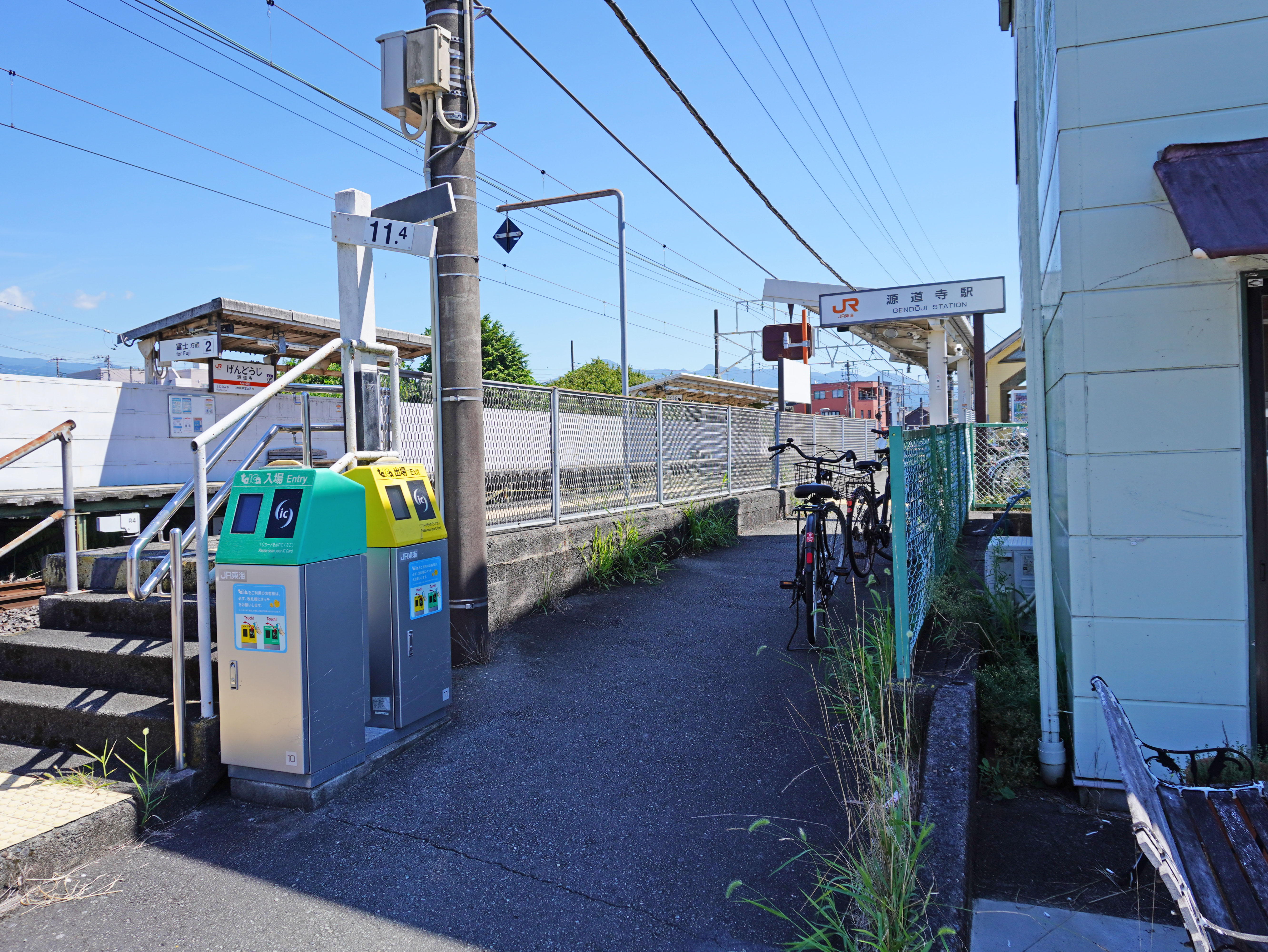
1番線ホーム西側改札（2022年9月）
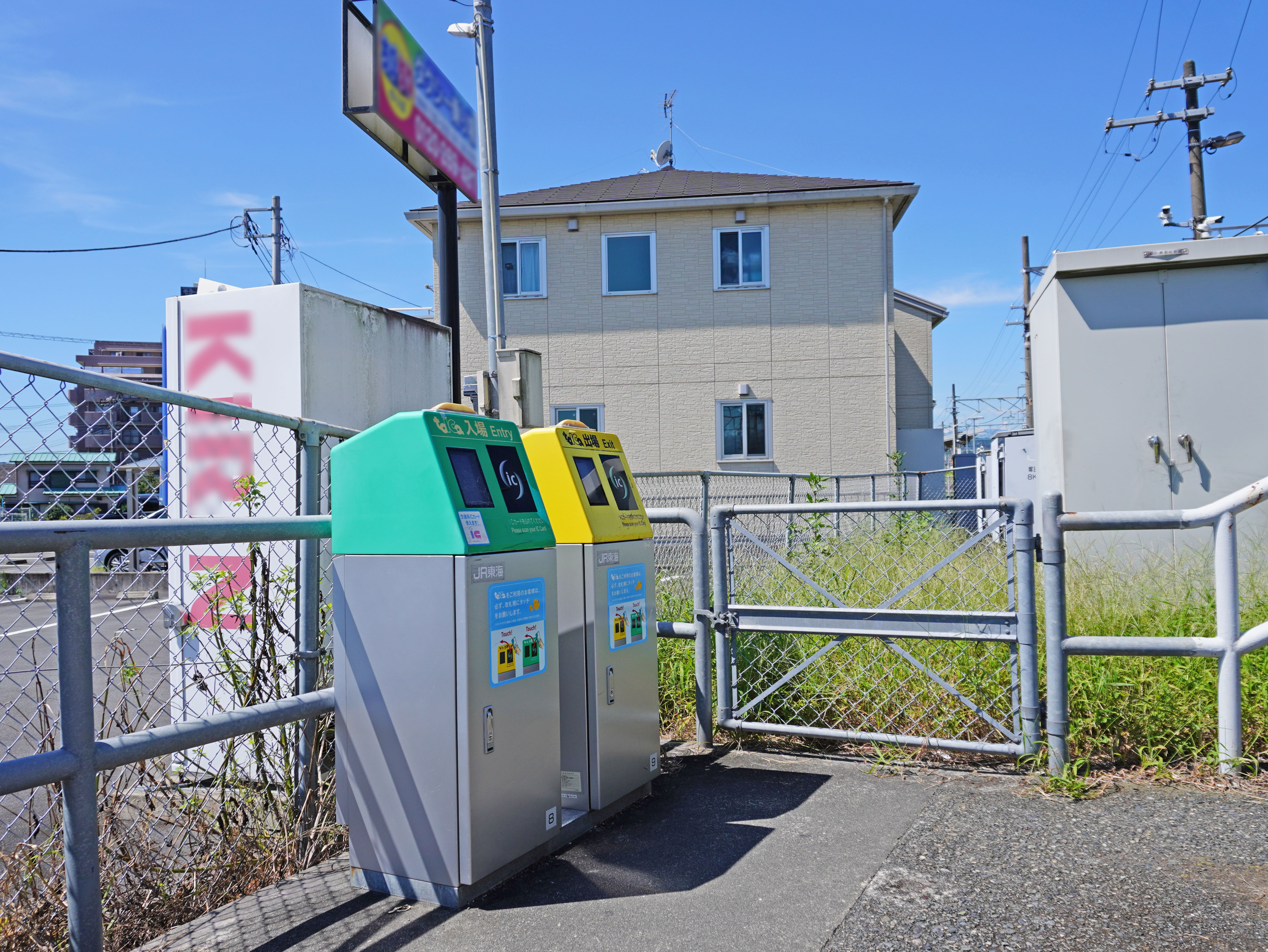
1番線ホーム東側改札（2022年9月）
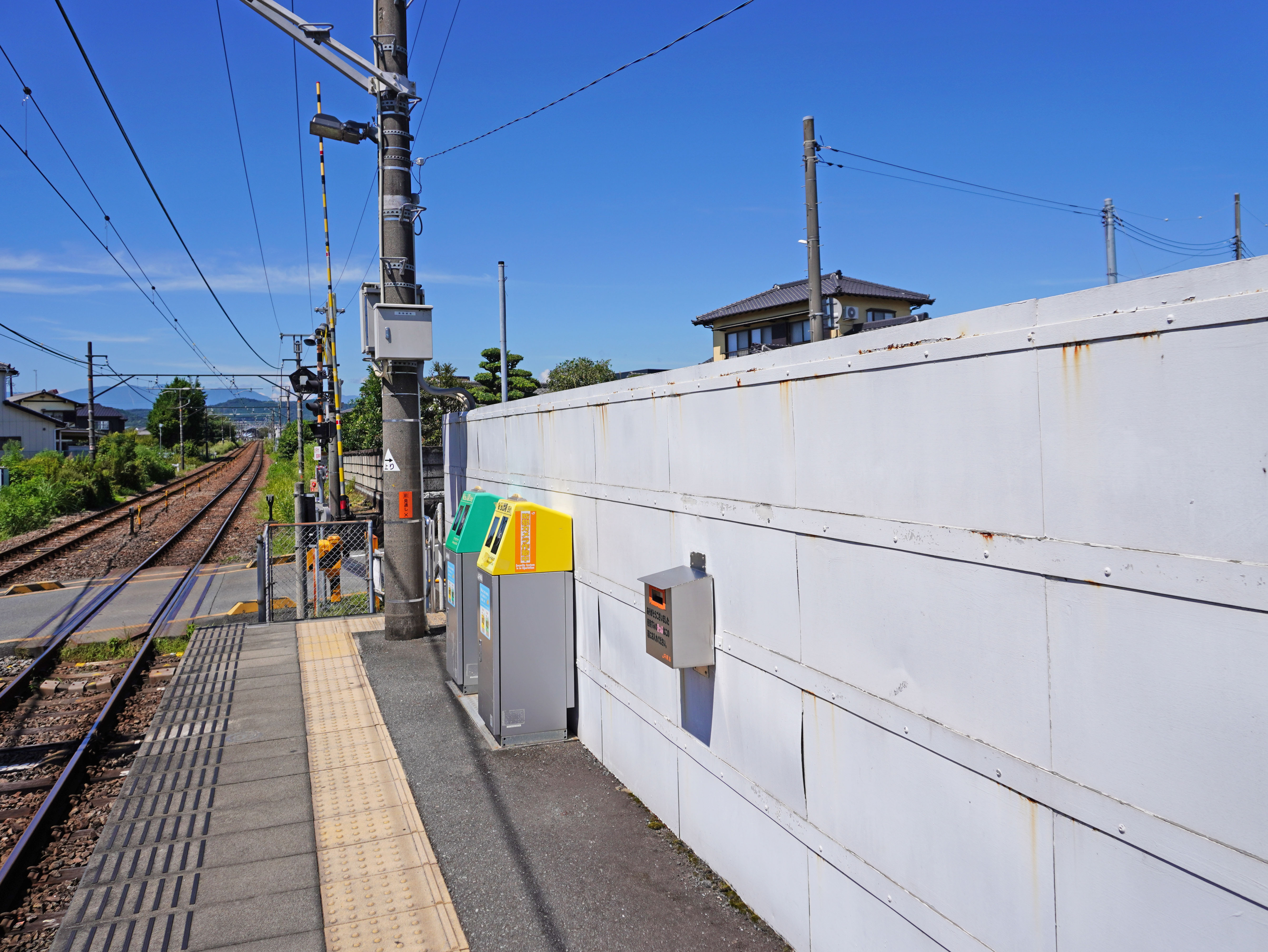
2番線ホーム西側改札（2022年9月）
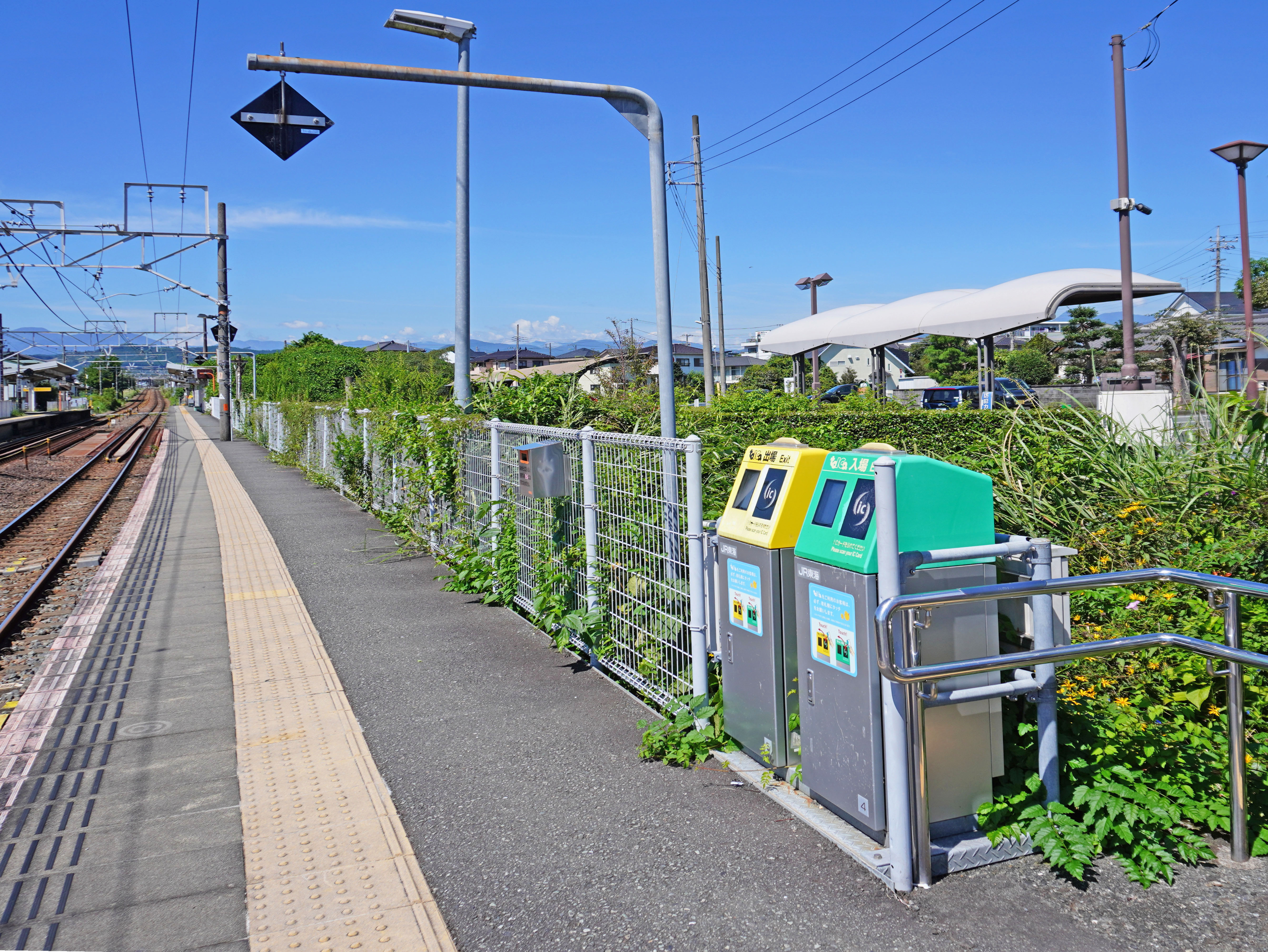
2番線ホーム東側改札（2022年9月）

## 利用状況
「静岡県統計年鑑」によると、2021年度（令和3年度）の1日平均乗車人員は664人である。
1993年度（平成5年度）以降の推移は以下の通り。なお、2001年度（平成13年度）- 2009年度（平成21年度）の統計は非公表である。
| 乗車人員推移       | 乗車人員推移     | 乗車人員推移 |
| 年度               | 1日平均 乗車人員 | 出典         |
| ------------------ | ---------------- | ------------ |
| 1993年（平成05年） | 615              | [ 6 ]        |
| 1994年（平成06年） | 699              | [ 6 ]        |
| 1995年（平成07年） | 716              | [ 6 ]        |
| 1996年（平成08年） | 708              | [ 6 ]        |
| 1997年（平成09年） | 680              | [ 6 ]        |
| 1998年（平成10年） | 650              | [ 6 ]        |
| 1999年（平成11年） | 651              | [ 6 ]        |
| 2000年（平成12年） | 676              | [ 6 ]        |
| 2001年（平成13年） | 非公表           | [ 6 ]        |
| 2002年（平成14年） | 非公表           | [ 6 ]        |
| 2003年（平成15年） | 非公表           | [ 6 ]        |
| 2004年（平成16年） | 非公表           | [ 6 ]        |
| 2005年（平成17年） | 非公表           | [ 6 ]        |
| 2006年（平成18年） | 非公表           | [ 6 ]        |
| 2007年（平成19年） | 非公表           | [ 6 ]        |
| 2008年（平成20年） | 非公表           | [ 6 ]        |
| 2009年（平成21年） | 非公表           | [ 6 ]        |
| 2010年（平成22年） | 694              | [ 6 ]        |
| 2011年（平成23年） | 717              | [ 6 ]        |
| 2012年（平成24年） | 741              | [ 6 ]        |
| 2013年（平成25年） | 778              | [ 6 ]        |
| 2014年（平成26年） | 744              | [ 6 ]        |
| 2015年（平成27年） | 758              | [ 6 ]        |
| 2016年（平成28年） | 775              | [ 6 ]        |
| 2017年（平成29年） | 823              | [ 6 ]        |
| 2018年（平成30年） | 822              | [ 6 ]        |
| 2019年（令和元年） | 784              | [ 6 ]        |
| 2020年（令和02年） | 697              | [ 6 ]        |
| 2021年（令和03年） | 664              | [ 6 ]        |

## 駅周辺
富士宮市の郊外にある駅で、駅周辺には住宅が多い。富士根方の駅前にはロータリーが整備されている。
駅の下を流れる弓沢川は当駅の南約1 kmのところで潤井川に注いでいる。当駅の近くから富士根駅附近まで弓沢川および潤井川に沿って、東京製紙、王子特殊紙東海工場富士宮製造所など製紙工場が多く立地する。

## 隣の駅
東海旅客鉄道（JR東海）
CC 身延線
富士根駅 (CC04) - 源道寺駅 (CC05) - 富士宮駅 (CC06)